# Naumovia
Naumovia es un género monoespecífico de hidrozoos de la familia Kirchenpaueriidae cuya existencia taxonómica es controvertida. La única especie descrita es Naumovia microtheca.

## Descripción[1]
Colonias compuestas por pequeñas ramas en forma de pluma que suelen crecer sobre otros hidrozoos (organismos epizoicos), sobre rocas y otros objetos. Estas ramificaciones están formadas por internodos de distinta longitud y no presentan nematóforos. Contienen de 1 a 5 apófisis que soportan los hidrocladia (ramificaciones que contienen los hidrozoos especializados en la alimentación). Estos hidrocladia contienen internodos tecados, con hidrantes y/o dactilozoides, e internodos atecados. El perisarco  de los internodos es grueso. Las gonotecas son alargadas y surgen siempre desde las apófisis.
Distribución neártica y paleártica por todo el hemisferio norte del océano Pacífico. Habitante del océano profundo, a partir de 2000 metros.

## Discusión taxonómica
Según P. Schuchert, la situación actual del género es de no aceptada. Sin embargo, la fuente para afirmar que el la especie Naumovia Microtheca pertenece al género Kirchenpaueria es, en realidad, el artículo del año 1960 en el cual S. D. Stepanjants sitúa a la por entonces conocida como Plumularia microtheca en un nuevo género ad hoc: el género Naumovia